# Egidio Caporello
Egidio Caporello (Padova, 8 giugno 1931 – Mantova, 18 luglio 2022) è stato un vescovo cattolico italiano.

## Biografia
Nasce a Padova, città capoluogo di provincia e sede vescovile, l'8 giugno 1931.

### Formazione e ministero sacerdotale
Compie gli studi nel seminario di Padova.
Il 10 luglio 1955 è ordinato presbitero, nella chiesa di San Benedetto Vecchio a Padova, dal vescovo Girolamo Bartolomeo Bortignon.
Dopo l'ordinazione frequenta i corsi filosofici presso la Pontificia Università Gregoriana a Roma, dove al contempo ricopre l'incarico di collaboratore del Centro nazionale attività catechistiche. Dal 1959 al 1971 è viceassistente centrale dell'Azione Cattolica; nel 1974 è incaricato di dirigere la casa assistenti dell'AC. Nel frattempo inizia a collaborare con l'ufficio catechistico nazionale. Si distingue come organizzatore di eventi, avendo diretto e organizzato numerosi convegni nazionali e diocesani.

### Ministero episcopale
Il 24 luglio 1982 papa Giovanni Paolo II lo nomina segretario generale della Conferenza Episcopale Italiana e vescovo titolare di Caorle; succede a Luigi Maverna, precedentemente nominato arcivescovo di Ferrara e vescovo di Comacchio. Il 19 settembre successivo riceve l'ordinazione episcopale, nella cattedrale di Padova, dal cardinale Anastasio Ballestrero, coconsacranti l'arcivescovo Filippo Franceschi e il vescovo Girolamo Bartolomeo Bortignon.
Il 28 giugno 1986 lo stesso papa lo nomina vescovo di Mantova; succede a Carlo Ferrari, dimessosi per raggiunti limiti di età. Il 7 settembre seguente prende possesso della diocesi.
Fra il 1996 ed il 2001 è presidente della commissione episcopale per l'educazione cattolica, la cultura, la scuola e università della Conferenza Episcopale Italiana e membro del consiglio permanente.
Il 13 luglio 2007 papa Benedetto XVI accoglie la sua rinuncia, presentata per raggiunti limiti di età; gli succede Roberto Busti, del clero di Milano. Rimane amministratore apostolico della diocesi fino all'ingresso del successore, avvenuto il 7 ottobre. Da vescovo emerito si ritira presso il santuario della Beata Vergine delle Grazie a Curtatone.
Muore a Mantova, all'età di 91 anni, il 18 luglio 2022. Dopo le esequie, celebrate il 21 luglio nella basilica di Sant'Andrea a Mantova dal cardinale Gualtiero Bassetti, viene sepolto nella cattedrale di San Pietro apostolo.

## Genealogia episcopale
La genealogia episcopale è:
- Cardinale Scipione Rebiba
- Cardinale Giulio Antonio Santori
- Cardinale Girolamo Bernerio, O.P.
- Arcivescovo Galeazzo Sanvitale
- Cardinale Ludovico Ludovisi
- Cardinale Luigi Caetani
- Cardinale Ulderico Carpegna
- Cardinale Paluzzo Paluzzi Altieri degli Albertoni
- Papa Benedetto XIII
- Papa Benedetto XIV
- Cardinale Enrico Enriquez
- Arcivescovo Manuel Quintano Bonifaz
- Cardinale Buenaventura Córdoba Espinosa de la Cerda
- Cardinale Giuseppe Maria Doria Pamphilj
- Papa Pio VIII
- Papa Pio IX
- Cardinale Alessandro Franchi
- Cardinale Giovanni Simeoni
- Cardinale Antonio Agliardi
- Cardinale Basilio Pompilj
- Cardinale Adeodato Piazza, O.C.D.
- Cardinale Sebastiano Baggio
- Cardinale Anastasio Alberto Ballestrero, O.C.D.
- Vescovo Egidio Caporello